# BBC Four
BBC Four — четвёртый британский телеканал Британской вещательной корпорации BBC, вещающий с 2002 года. Доступен телезрителям в бесплатном пакете сети Freeview, Интернет-вещании через IPTV, на спутниковом и кабельном телевидении. Официальное начало вещания — 2 марта 2002, время вещания с 19:00 до 04:00. Сетку вещания телеканала составляют различные телесериалы и полнометражные фильмы, документальные фильмы, музыкальные программы, которые составляют альтернативу сеткам вещания основных британских телеканалов. Согласно лицензии, телеканал ежегодно транслирует художественные и музыкальные телепередачи общей продолжительностью не менее 100 часов, аналитические программы — не менее 110 часов и суммарно не менее двадцати новых полнометражных фильмов (как британских, так и зарубежных)..
Глава телеканала — Дженис Хэддоу, главный редактор — Кэссиан Харрис. Бюджет телеканала по состоянию на 2013 год — 54,3 млн фунтов стерлингов.

## История
Официальный запуск четвёртого телеканала BBC состоялся 2 марта 2002 в 19:00 по Лондону (хотя официально его должны были запустить в 2001 году). BBC Four пришёл на смену культурно-образовательному телеканалу BBC Knowledge, который многократно менял своё оформление и свою сетку за время существования, став фактически телеканалом документальных фильмов. В октябре 2000 года началась подготовка к подключению новых телеканалов (в том числе BBC Three и BBC Four), которая растянулась по причине перехода на цифровое вещание в Великобритании. BBC Four должен был завершить процедуру ребрендинга и уравновесить два старых телеканала вместе с BBC One и BBC Two.
В отличие от своего предшественника, BBC Four обладает более оригинальной сеткой вещания с оригинальными передачами, а трансляция его не является круглосуточной, поскольку на той же кнопке с 6:00 до 19:00 вещает детский телеканал CBeebies. В результате время вещания BBC Four было выбрано в диапазоне с 19:00 по 4:00 (с учётом продолжительности анонсов перехода с одного канала на другой). С 12 мая 2011 BBC Four входит в состав пакета Sky EPG в Ирландии и вещает на 230-м канале.
В марте 2021 года в рамках сокращения расходов BBC было объявлено, что телеканал перестанет производить новые программы, взамен чего будет показывать архивные проекты медиакорпорации..

## Руководство
- 2002—2004: Роли Китинг
- 2004—2008: Джэнис Хэдлоу[7]
- 2008—2013: Ричард Кляйн[8]
- с 2013: Джэнис Хэдлоу

## BBC Four HD
16 июля 2013 года в BBC заявили о переходе на HD-формат телеканала BBC Four к началу 2014 года. HD-версия заработала 10 декабря 2013. Канал вещает в мультиплексе высокой чёткости BBC в составе сети Freeview на той же частоте, что и телеканал CBeebies, но в разное время суток. До закрытия телеканала BBC HD программы BBC Four HD в большинстве своём транслировались именно там. В отличие от стандартной версии, HD-версия не включена в пакет Sky EPG в Республике Ирландия.